# Bruce Allpress
Bruce Robert Allpress (* 25. August 1930; † 23. April 2020 in Auckland) war ein neuseeländischer Schauspieler.

## Leben
Bruce Allpress wuchs in Dunedin auf. Ab den 1960er Jahren trat er regelmäßig in Minstrel Shows auf. Zum Fernsehen kam er in den 1970er Jahren. So spielte er mehrere Jahre in der neuseeländischen Seifenoper Close to Home mit.
Internationale Bekanntheit erfuhr er durch seine Darstellung des Aldor in Der Herr der Ringe: Die zwei Türme. Er spielte einen Bogenschützen Rohans, der bei der Verteidigung der Burg von Helms Klamm den ersten Pfeil auf einen Uruk-hai schießt.
Ende 2019 wurde bei Allpress amyotrophe Lateralsklerose diagnostiziert. Am 23. April 2020 starb er im Alter von 89 Jahren zu Hause im Kreise seiner Familie.

## Filmografie (Auswahl)
- 1980: Ohne jeden Zweifel (Beyond Reasonable Doubt)
- 1981: Böses Blut (Bad Blood)
- 1982: Schatten des Schreckens (The Scarecrow)
- 1983: Insel der Piraten (Nate and Hayes)
- 1990: Känguruh Carlos (The Shrimp on the Barbie)
- 1993: Anschlag auf die Rainbow Warrior (The Rainbow Warrior)
- 1993: Das Piano (The Piano)
- 1993: Weit draußen lauert der Tod (Adrift)
- 1995–1996: Wendy (Riding High, Fernsehserie, zwei Folgen)
- 1996: Kartenhaus der Liebe (Every Woman's Dream)
- 2002: Der Herr der Ringe: Die zwei Türme (The Lord of the Rings: The Two Towers)
- 2003: Deep Down – Kein Entkommen (Cave In)
- 2006: Ozzie, der Koalabär (Ozzie)
- 2008: Power Rangers Jungle Fury (Fernsehserie, sieben Folgen)
- 2011: Emilie Richards – Der Zauber von Neuseeland